# Đại Quan, Chiêu Thông
Đại Quan (tiếng Trung: 大关县, Hán Việt: Đại Quan huyện) là một huyện trong địa cấp thị Chiêu Thông, tỉnh Vân Nam, Cộng hòa Nhân dân Trung Hoa. Huyện này có diện tích 1.802 km², dân số năm 2003 là 250.000 người. Huyện lỵ đóng tại trấn Thúy Hoa.

## Các đơn vị hành chính
- Các trấn: Thúy Hoa (翠华镇)、Ngọc Oản (玉碗镇)、Duyệt Lạc (悦乐镇)、Thọ Sơn (寿山镇)、Thiên Tinh (天星镇)、Cao Kiều (高桥镇)、Cát Lợi (吉利镇) và Mộc Can (木杆镇).
- Các hương: Thượng Cao Kiều (上高桥乡).